# Nemesia (Araneae)
Pour les articles homonymes, voir Nemesia.
Genre
Synonymes
- Mygalodonta Simon, 1864
- Leptopelma Ausserer, 1871
- Haplonemesia Simon, 1914
- Pronemesia Simon, 1914

Nemesia est un genre d'araignées mygalomorphes de la famille des Nemesiidae.

## Distribution
Les espèces de ce genre se rencontrent dans le bassin méditerranéen ; sauf trois Nemesia sinensis de Chine, Nemesia cubana de Cuba et Nemesia dubia du Mozambique.

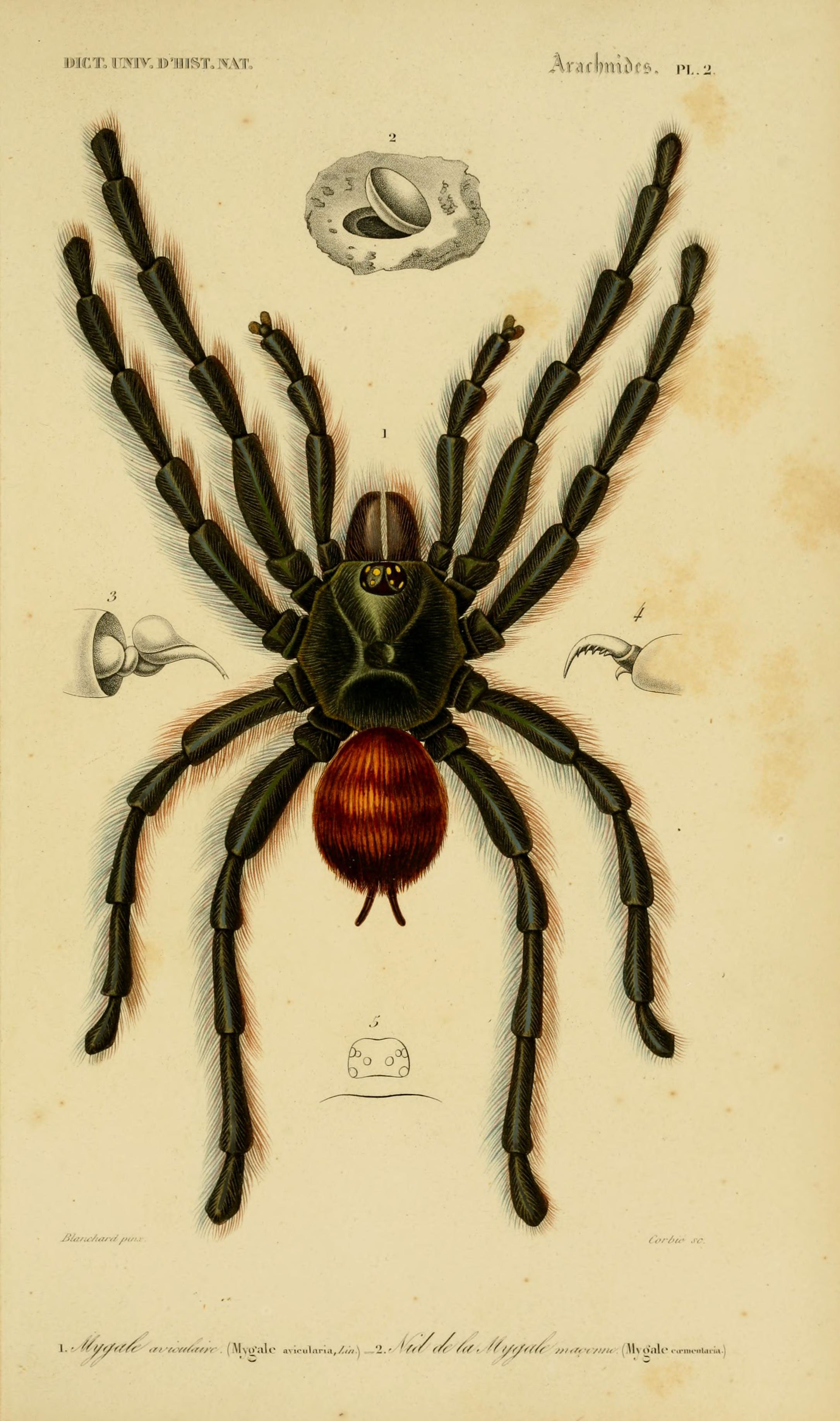
Nemesia caementaria

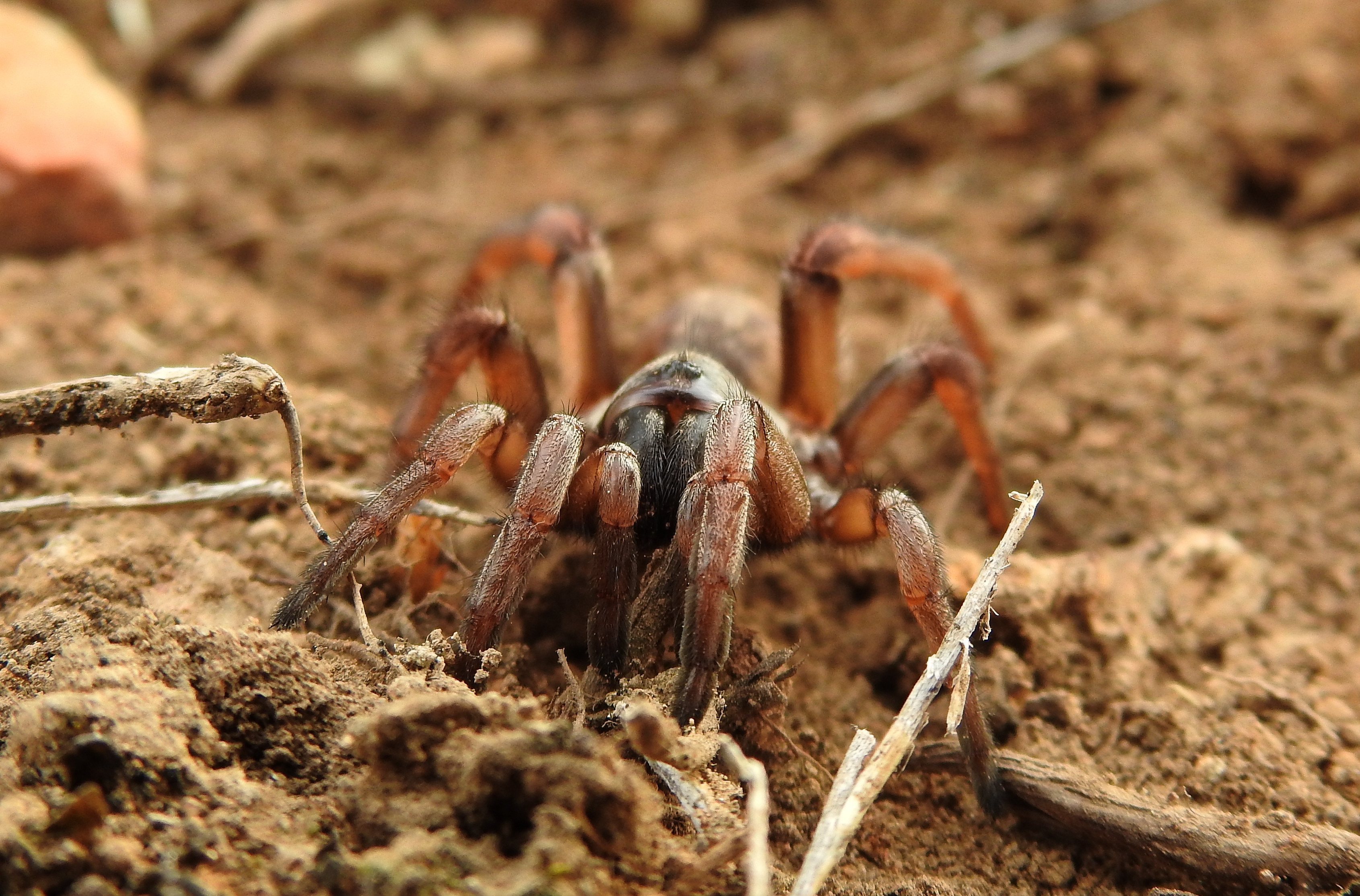
Nemesia congener

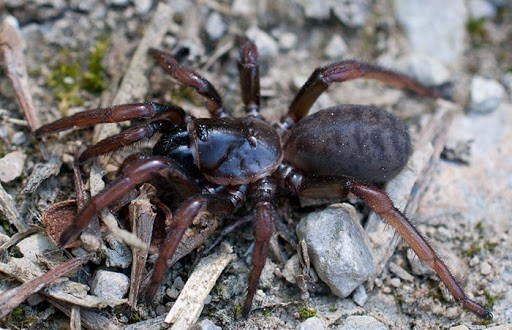
Nemesia simoni

## Liste des espèces
Selon World Spider Catalog (version 26, 29/07/2025) :
- Nemesia africana (C. L. Koch, 1838)
- Nemesia albicomis Simon, 1914
- Nemesia algerina Zonstein, 2019
- Nemesia almoravida Zonstein, 2019
- Nemesia amicitia Pertegal & Molero-Baltanás, 2022
- Nemesia angustata Simon, 1873
- Nemesia annaba Zonstein, 2019
- Nemesia apenninica Decae, Pantini & Isaia, 2015
- Nemesia arboricola Pocock, 1903
- Nemesia arenicola Simon, 1892
- Nemesia asterix Decae & Huber, 2017
- Nemesia athiasi Franganillo, 1920
- Nemesia bacelarae Decae, Cardoso & Selden, 2007
- Nemesia berlandi Frade & Bacelar, 1931
- Nemesia bonali Pertegal & Rodríguez-Castilla, 2024
- Nemesia bosmansi Decae, 2024
- Nemesia bristowei Decae, 2005
- Nemesia budensis Kolosváry, 1939
- Nemesia caementaria (Latreille, 1799)
- Nemesia caranhaci Decae, 1995
- Nemesia carminans (Latreille, 1818)
- Nemesia cecconii Kulczyński, 1907
- Nemesia cellicola Audouin, 1826
- Nemesia coheni Fuhn & Polenec, 1967
- Nemesia cominensis Cassar, Mifsud & Decae, 2022
- Nemesia congener O. Pickard-Cambridge, 1874
- Nemesia corsica Simon, 1914
- Nemesia crassimana Simon, 1873
- Nemesia cubana (Franganillo, 1930)
- Nemesia cypriatica Özkütük, Yağmur, Elverici, Gücel, Altunsoy & Kunt, 2022
- Nemesia daedali Decae, 1995
- Nemesia decaei Zonstein, 2019
- Nemesia didieri Simon, 1892
- Nemesia dido Zonstein, 2019
- Nemesia dorthesi Thorell, 1875
- Nemesia dubia O. Pickard-Cambridge, 1874
- Nemesia dubia (Karsch, 1878)
- Nemesia dukagjinica Geci & Sherwood, 2025
- Nemesia eleanora O. Pickard-Cambridge, 1873
- Nemesia enix Calvo, 2025
- Nemesia entinae Calvo & Pagán, 2022
- Nemesia fagei Frade & Bacelar, 1931
- Nemesia fertoni Simon, 1914
- Nemesia hastensis Decae, Pantini & Isaia, 2015
- Nemesia hesperides Pertegal & Pinilla Rosa, 2023
- Nemesia hispanica L. Koch, 1871
- Nemesia hoyensis Luis de la Iglesia, 2024
- Nemesia ibiza Decae, 2005
- Nemesia ilvae Caporiacco, 1950
- Nemesia incerta O. Pickard-Cambridge, 1874
- Nemesia kahmanni Kraus, 1955
- Nemesia laminia Luis de la Iglesia, 2024
- Nemesia macrocephala Ausserer, 1871
- Nemesia maculatipes Ausserer, 1871
- Nemesia maltensis Cassar, Mifsud & Decae, 2022
- Nemesia manderstjernae L. Koch, 1871
- Nemesia meridionalis (Costa, 1835)
- Nemesia molerobaltanasi Pertegal & Rodríguez-Castilla, 2024
- Nemesia pannonica Herman, 1879
- Nemesia pavani Dresco, 1978
- Nemesia pedemontana Decae, Pantini & Isaia, 2015
- Nemesia qarthadasht Calvo, 2021
- Nemesia randa Decae, 2005
- Nemesia raripila Simon, 1914
- Nemesia rastellata Wunderlich, 2011
- Nemesia rebellis Pertegal & Rodríguez-Castilla, 2024
- Nemesia santeugenia Decae, 2005
- Nemesia santeulalia Decae, 2005
- Nemesia sanzoi Fage, 1917
- Nemesia seldeni Decae, 2005
- Nemesia shenlongi Pertegal, Sánchez-García, Molero-Baltanás & Knapp, 2022
- Nemesia simoni O. Pickard-Cambridge, 1874
- Nemesia sinensis Pocock, 1901
- Nemesia tanit Zonstein, 2019
- Nemesia transalpina (Doleschall, 1871)
- Nemesia uncinata Bacelar, 1933
- Nemesia ungoliant Decae, Cardoso & Selden, 2007
- Nemesia valenciae Kraus, 1955
- Nemesia vallejerensis Luis de la Iglesia, 2024

## Systématique et taxinomie
Ce genre a été décrit par Audouin en 1826. Il est placé dans les Nemesiidae par Raven en 1985.
Mygalodonta a été placé en synonymie par Thorell en 1870.
Leptopelma a été placée en synonymie par Raven en 1990.

## Publication originale
- Audouin, 1826 : « Explication sommaire des planches d'arachnides de l'Égypte et de la Syrie publiées par J. C. Savigny, membre de l'Institut; offrant un exposé des caractères naturels des genres avec la distinction des espèces. » Description de l'Égypte, ou Recueil des observations et des recherches qui ont été faites en Égypte pendant l'expédition de l'armée française, Histoire Naturelle, tome 1, partie 4, p. 99-186.